# パリ包囲戦 (1429年)
1429年に行われたパリ包囲戦（パリほういせん、英語: Siege of Paris）では、同年9月3日から8日にかけてフランス・パリでフランス王国とイングランド王国との間で行われた。フランス王シャルル7世やジャンヌ・ダルクが率いるフランス軍が、イングランドとその同盟勢力ブルゴーニュ派が掌握するパリを奪還しようとしたが、パリ市民の抵抗などもあり失敗した。

## 背景
1429年6月のパテーの戦いでイングランド軍に大勝したフランス軍は北上し、ランスで王太子シャルルはフランス王シャルル7世として戴冠した。ロワール地方奪還の功労者であるジャンヌとアランソン公ジャン2世はパリ進軍を主張したが、シャルル7世はブルゴーニュ公フィリップ3世（善良公）との和平交渉を優先した。しかし、ブルゴーニュ派は交渉を反故にしてパリを守るイングランド軍に援軍を送ったため、シャルル7世もパリ攻撃を決意した。
1420年にイングランド王ヘンリー5世がパリを占領して以来、パリ市民に対するイングランドの統治は温情的で、従来市民に認められていた特権を認めるだけでなくむしろ拡充する向きさえあった。元々、パリ市民はシャルル7世のことを「ブールジュの王」と嘲り嫌っており、シャルル7世と結ぶアルマニャック派に対しても、パリ市民が何世紀も保持してきた自由を脅かしてきたことから憎んでいた。これらの事情もあり、パリ市民はイングランドの統治を受け入れていた。

## 戦闘

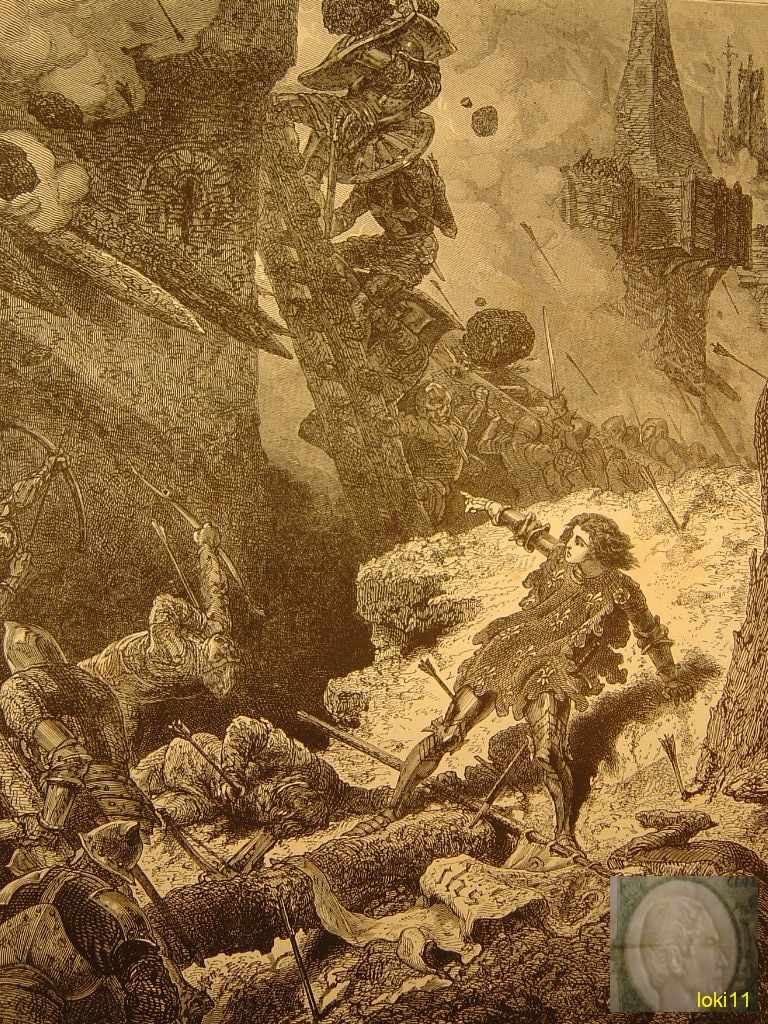
パリを攻撃するジャンヌ・ダルク

フランス軍はパリへの途上でイングランド司令官ベッドフォード公ジョン・オブ・ランカスター率いるイングランド軍と衝突した。1429年8月26日、モンテピヨワの戦いに勝利したジャンヌとアランソン公は、パリの北側にあるサン＝ドニを占領した。9月あたま、シャルル7世はパリ近郊のサン＝ロックの丘 (fr) に陣を設営した。
9月3日、ジャンヌはアランソン公やクレルモン伯シャルル、ヴァンドーム伯ルイ、ジル・ド・レ、ラ・イルらと共に軍を率いてパリの北のラ・シャペル村（現在のパリ18区界隈）に布陣した。いくつかあるパリの門で数日間小競り合いを演じた後、ジャンヌはラ・シャペル・サント＝ジュヌヴィエーヴで神に祈りを捧げた。9月8日朝、ジャンヌらの軍はラ・シャペル村を出発するとサン＝トノレ門を強襲した。また、本陣のあるサン＝ロックの丘に大砲を備え付けて援護射撃も行わせた。
パリを守っていたのは3,000人のイングランド兵と、パリ市長ジャン・ド・ヴィリエ・ド・リラダンに率いられたパリ市民らだった。アルマニャック派がパリを破壊し尽くそうとしていると思っていた市民は必死に抵抗した。城壁の回りに巡らされた水堀を渡ろうとしたジャンヌは、太ももに石弓の矢を受けて負傷した。ラ・シャペルの民家に運ばれたジャンヌはそれでも攻撃継続を望んだが、シャルル7世は寵臣ジョルジュ・ド・ラ・トレモイユの意見を容れて彼女にサン＝ドニ大聖堂まで退くように命令した。4時間あまりの攻撃の後、シャルル7世は全軍に撤退を命じた。

## 戦後
パリ包囲戦の翌1430年、コンピエーニュの町がイングランド軍とブルゴーニュ軍に包囲されると、ジャンヌは救援に赴こうとした。しかし、このパリ包囲戦の失敗を理由に軍の指揮を許されなかったため、少数の志願兵を率いてコンピエーニュに向かった。コンピエーニュ包囲戦でジャンヌはブルゴーニュ兵に捕らえられ、イングランドに引き渡されることになる。
力攻めに失敗したシャルル7世はパリ包囲の翌年、計略でパリを落とそうとしたが事前に露見し、フランス軍と通じたとしてパリ市民6人が絞首台に吊された。1435年にシャルル7世と善良公の間でアラスの和約が結ばれると、包囲戦から7年後の1436年4月13日、ジャン・ド・デュノワ、リッシュモン元帥、そして善良公らの軍に対してパリ市民は自ら城門を開いた。